# 23310 Siriwon
23310 Siriwon là một tiểu hành tinh vành đai chính với chu kỳ quỹ đạo là 1240.0384012 ngày (3.40 năm).
Nó được phát hiện ngày 4 tháng 1 năm 2001.